# Graham Adams
Graham Wallace Adams (* 1. März 1933 in Great Torrington; † 14. Februar 2020 in British Columbia) war ein englischer Fußballspieler und -trainer.

## Karriere
Adams war im Amateurbereich für Chippenham Town und Bath City aktiv und spielte während seines Militärdienstes in Auswahlteams der Royal Air Force, bevor er 1957 zu Plymouth Argyle in die Third Division South wechselte. Für Plymouth bestritt der Verteidiger lediglich am 14. Dezember 1957 bei einem 4:0-Sieg gegen Coventry City ein Pflichtspiel, bevor er im Februar 1959 für eine Ablöse von £750 von Arthur Turner zu Headington United in die Southern League geholt wurde.
Mit dem Klub, der sich 1960 in Oxford United umbenannte, gewann Adams 1961 die Meisterschaft der Southern League. Seine Karriere als Fußballer musste er nach einem Beinbruch beenden und löste seinen Vertrag bei Oxford daher im September 1961 auf. Im Anschluss übernahm er eine Saison lang die Funktion als Coach bei den Wycombe Wanderers in der Isthmian League, damals noch ein strikter Amateurklub, für die Aufstellung war allerdings ein Komitee zuständig.
Adams war in der Folge als Trainer im Ausland tätig, darunter in Mali. Als Trainer auf der Atlantikinsel Bermuda errang er mehrere Erfolge. Mit dem Nationalteam des Inselstaats belegte er beim Fußballturnier der Panamerikanischen Spiele 1967 den Silberrang, im Finale unterlag das Team erst nach Verlängerung Mexiko mit 0:4. Zum Jahreswechsel 1967/1968 führte er die Juniorennationalmannschaft um Clyde Best, den er zuvor bereits an West Ham United empfohlen hatte, zum Sieg bei einem auf Bermuda ausgetragenen internationalen Turnier der CONCACAF.
Von März 1971 bis Februar 1972 war Adams in Südkorea tätig. Unter Cheftrainer Han Hong-ki betreute Adams als Co-Trainer das südkoreanischen Nationalteam, als dieses die Qualifikation für die Olympischen Sommerspiele 1972 verpasste. Südkorea hatte damals noch keine landesweit organisierte Fußballszene und auch in der Trainingsgestaltung für die Nationalmannschaft um Kim Jung-nam, Park Lee-chun und Lee Hoe-taik waren sich Adams und Han nicht einig. Des Weiteren war Adams als Trainerausbilder tätig.
In den Jahren 1972 und 1973 war er Trainer in der nordamerikanischen North American Soccer League bei Montreal Olympique und absolvierte in dieser Zeit auch vier Spiele. 1972 gehörte unter anderem Graeme Souness zum Kader, in beiden Jahren wurde allerdings der Play-off-Einzug verpasst, Ende 1973 wurde die Mannschaft vom Spielbetrieb abgemeldet.